# Miyapur, Devadurga
Miyapur là một làng thuộc tehsil Devadurga, huyện Raichur, bang Karnataka, Ấn Độ.